# Salomón Nazar
José Salomón Nazar Ordóñez (ur. 7 września 1953 w Tegucigalpie) – piłkarz, były reprezentant Hondurasu grający podczas kariery na pozycji bramkarza.

## Kariera klubowa
José Nazar podczas piłkarskiej kariery występował w klubie CD Universitario Broncos.

## Kariera reprezentacyjna
José Nazar występował w reprezentacji Hondurasu w latach siedemdziesiątych i osiemdziesiątych. W 1973 wystąpił w przegranych eliminacjach Mistrzostw Świata 1974. W 1982 uczestniczył na Mundialu w Hiszpanii.
Na Mundialu był rezerwowym i nie wystąpił w żadnym meczu grupowym Hondurasu.